# حي 7 أكتوبر (عدن)
حي 7 أكتوبر هو أحد أحياء مديرية دار سعد في محافظة عدن اليمنية. يبلغ تعداد سكانه 51811 نسمة حسب التعداد السكاني في اليمن لعام 2004.

## حارات الحي
| الحارات               | السكان |
| --------------------- | ------ |
| حارة البساتين         | 19322  |
| حارة الفلاحين         | 4407   |
| حارة البساتين الشرقية | 5057   |
| حارة علي جاحص         | 4807   |
| حارة الرباش           | 5253   |
| حارة ابن البصير       | 6138   |
| حارة اللقية           | 6185   |
| حارة الوحش            | 230    |
| حارة اللحوم           | 412    |